# Dennis Castillo
Dennis Esteban Castillo Romero (San José, 30 aprile 1993) è un ex calciatore costaricano, di ruolo difensore.

## Carriera
Ha giocato nella massima serie statunitense e in quella costaricana.

## Statistiche

### Presenze e reti nei club
Statistiche aggiornate al 22 novembre 2021.
| Stagione                      | Squadra                       | Campionato                    | Campionato | Campionato | Coppe nazionali | Coppe nazionali | Coppe nazionali | Coppe continentali | Coppe continentali | Coppe continentali | Altre coppe | Altre coppe | Altre coppe | Totale | Totale |
| Stagione                      | Squadra                       | Comp                          | Pres       | Reti       | Comp            | Pres            | Reti            | Comp               | Pres               | Reti               | Comp        | Pres        | Reti        | Pres   | Reti   |
| ----------------------------- | ----------------------------- | ----------------------------- | ---------- | ---------- | --------------- | --------------- | --------------- | ------------------ | ------------------ | ------------------ | ----------- | ----------- | ----------- | ------ | ------ |
| 2016                          | Colorado Rapids               | MLS                           | 4          | 0          | USOC            | 2               | 0               |                    | -                  | -                  |             | -           | -           | 6      | 0      |
| 2017                          | Colorado Rapids               | MLS                           | 3          | 0          | USOC            | 2               | 1               |                    | -                  | -                  |             | -           | -           | 5      | 1      |
| Totale Colorado Rapids        | Totale Colorado Rapids        | Totale Colorado Rapids        | 7          | 0          |                 | 4               | 1               |                    | -                  | -                  |             | -           | -           | 11     | 1      |
| 2016                          | Charlotte Independence        | USL                           | 2          | 0          | USOC            | 0               | 0               |                    | -                  | -                  |             | -           | -           | 2      | 0      |
| 2017                          | Charlotte Independence        | USL                           | 11         | 2          | USOC            | 0               | 0               |                    | -                  | -                  |             | -           | -           | 11     | 2      |
| Totale Charlotte Independence | Totale Charlotte Independence | Totale Charlotte Independence | 13         | 2          |                 | 0               | 0               |                    | -                  | -                  |             | -           | -           | 13     | 2      |
| gen.-mag. 2018                | Pérez Zeledón                 | PD                            | 11         | 0          |                 | -               | -               |                    | -                  | -                  |             | -           | -           | 11     | 0      |
| 2018-2019                     | Pérez Zeledón                 | PD                            | 33         | 4          |                 | -               | -               | CL                 | 2                  | 0                  |             | -           | -           | 35     | 4      |
| 2019-2020                     | Pérez Zeledón                 | PD                            | 36         | 0          |                 | -               | -               |                    | -                  | -                  |             | -           | -           | 36     | 0      |
| 2020-feb. 2021                | Pérez Zeledón                 | PD                            | 9          | 1          |                 | -               | -               |                    | -                  | -                  |             | -           | -           | 9      | 1      |
| Totale Pérez Zeledón          | Totale Pérez Zeledón          | Totale Pérez Zeledón          | 89         | 7          |                 | -               | -               |                    | 2                  | 0                  |             | -           | -           | 91     | 7      |
| feb.-mag. 2021                | Sporting San José             | PD                            | 21         | 1          |                 | -               | -               |                    | -                  | -                  |             | -           | -           | 19     | 4      |
| 2021-2022                     | Sporting San José             | PD                            | 19         | 4          |                 | -               | -               |                    | -                  | -                  |             | -           | -           | 19     | 4      |
| Totale Sporting San José      | Totale Sporting San José      | Totale Sporting San José      | 40         | 5          |                 | -               | -               |                    | -                  | -                  |             | -           | -           | 40     | 5      |
| Totale carriera               | Totale carriera               | Totale carriera               | 149        | 12         |                 | 4               | 1               |                    | 2                  | 0                  |             | -           | -           | 155    | 13     |